# Villa del Conte
Villa del Conte ist eine nordostitalienische Gemeinde (comune) mit 5623 Einwohnern (Stand 31. Dezember 2023) in der Provinz Padua in Venetien. Die Gemeinde liegt etwa 19 Kilometer nördlich von Padua am Tergola.

## Geschichte
Die erste urkundliche Erwähnung geht auf das Jahr 1085 zurück, in dem dem Kloster Santa Eufemia di Villanova große Güter geschenkt wurden. Das Kloster befand sich im heutigen Ortsteil Abbazia Pisani. Die Kirche des heiligen Maximus in der kleinen Ortschaft Borghetto stammt aus dem 10./11. Jahrhundert.
Im Befreiungskampf gegen Faschisten und Nationalsozialisten wurden dort 26 Personen, vor allem Frauen und Jugendliche, ermordet.
Bürgermeisterin ist seit 2019 die parteilose Antonella Argenti. Eine internationale Jury benannte sie 2021 als eine der zwölf besten Bürgermeisterinnen/Bürgermeister der Erde. Sie war mehrfach in Afrika, wo sie ehrenamtlich Hilfsprojekte förderte. Im Rathaus von Villa del Conte richtete sie kurz nach ihrem Amtsantritt eine jederzeit erreichbare Abteilung gegen Einsamkeit ein, später ein Büro für Freundlichkeit.

## Verkehr
In Villa del Conte befindet sich ein Bahnhof an der Strecke von Padua nach Bassano del Grappa. 

## Persönlichkeiten
- Savino Bernardo Maria Cazzaro Bertollo (1924–2017), römisch-katholischer Ordensgeistlicher, Erzbischof von Puerto Montt